# Dodo and the Dodo's (album)
Dodo and the Dodo’s er titlen på debutalbummet udgivet i 1987 af gruppen af samme navn; det er det bedst sælgende debutalbum i Danmark nogensinde og har solgt over 180.000 eksemplarer. Albummet indeholder bl.a. hittet „Vågner i natten“. Musikken er skrevet af gruppens  keyboardspiller og guitarist, Steen Christiansen. Teksten er skrevet af Jan Tronhjem.